# Лимонов, баллада об Эдичке
«Лимо́нов, балла́да об Э́дичке» (англ. Limonov: The Ballad) — художественный англоязычный фильм российского режиссёра Кирилла Серебренникова с Беном Уишоу в главной роли, рассказывающий о писателе и политике Эдуарде Лимонове, экранизация романа Эмманюэля Каррера «Лимонов». Премьера состоялась в мае 2024 года в рамках основной программы Каннского кинофестиваля, фильм получил противоречивые отзывы критиков.

## Сюжет
Литературной основой сценария фильма стал роман Эмманюэля Каррера «Лимонов» (2011), который рассказывает о жизни русского писателя и политика Эдуарда Лимонова. Действие начинается с возвращения главного героя на родину в 1989 году, а затем переносится во времена его молодости. Лимонов работает на заводе в Харькове, переезжает в Москву, где становится членом «художественной тусовки», под давлением КГБ становится эмигрантом. Центральное место в фильме занимают, по словам рецензента «Форбс», «интеллигентные посиделки на дачах и эмигрантский опыт».

## В ролях
- Бен Уишоу — Эдуард Лимонов
- Томас Арана — Стивен
- Сандрин Боннер
- Виктория Мирошниченко — Елена Щапова
- Андрей Бурковский — Евгений Евтушенко
- Луи-До де Ланксен
- Мария Машкова — Анна
- Иван Ивашкин — поэт
- Коррадо Инверницци
- Один Байрон — Итан
- Дарья Зуева — хозяйка дома
- Виктор Соле — Карлос
- Александр Принц Осей — Крис
- Станислав Колодуб — Тарас Рабко
- Пьер Бурель — ассистент Лимонова
- Владислав Ценев — враг Эдди
- Пётр Натаров — Лимонов в детстве

## Создание и релиз
Слухи об экранизации романа Эмманюэля Каррера «Лимонов» появились вскоре после его публикации. Так, весной 2013 года появились данные о том, что фильм по книге итальянский режиссёр Саверио Костанцо, а Каррер и Лимонов станут консультантами. В 2017 году еженедельник Variety сообщил, что над экранизацией работает польский режиссёр Павел Павликовский, который уже создал сценарий и вскоре приступит к съёмкам. Актёр Григорий Добрыгин рассказал, что он рассматривался в качестве кандидата на заглавную роль. Однако в мае 2020 году Павликовский признался, что потерял интерес к персонажу и отказался от планов снимать фильм.
Первые подтвержденные данные о работе над проектом Кирилла Серебренникова появились в мае 2022 года. На тот момент режиссёр отснял примерно половину материала: эпизоды, связанные с ранней жизнью героя и с поздним этапом его биографии (до 2004 года). Съёмки проходили в России. Летом 2022 года режиссёр планировал отснять всё остальное в Риге; по его словам, для завершения производства нужно было шесть недель. Сценарий написали сам Серебренников, Павел Павликовский и Бен Хопкинс. Бюджет картины составил 10,5 миллионов долларов, так что «Лимонов» стал самым дорогим фильмом Серебренникова. Главным источником вдохновения при производстве стал фильм «Джокер» Тодда Филлипса. По словам режиссёра, из фильма был исключён ряд важных эпизодов биографии Лимонова, в том числе открывающая сценарий Павликовского сцена стрельбы Лимонова по Сараево, взятая из его документального фильма «Сербский эпос».
Первые кадры картины были показаны на 75-м Каннском кинофестивале в мае 2022 года. Премьера должна была состояться весной 2023 года, позже её перенесли на май 2024 года. «Лимонова» показали 19 мая 2024 года в рамках основной программы 77-го Каннского кинофестиваля. 5 сентября фильм вышел в театральный прокат в Италии, 4 декабря во Франции, 21 февраля 2025 года — в Испании.

## Оценки
На сайте-агрегаторе отзывов Rotten Tomatoes «Лимонов» получил рейтинг 68 % при средней оценке 6,4 из 10. Питер Брэдшоу (The Guardian) написал хвалебную рецензию, в которой охарактеризовал режиссуру Серебренникова как «потрясающе бравурную»; для него «Лимонов» важен как «ошеломительный, беспокойный взгляд на одну из самых обсуждаемых сейчас тем — русскую душу». Райан Латтанцио (IndieWire) отметил, что режиссёр «больше озабочен не политикой, а стилем и чистым удовольствием кино», и увидел в этом явный плюс. Грегори Эллвуд из The Playlist признал креативность творческой манеры Серебренникова, но при этом счёл, что картина оставляет зрителя неудовлетворённым: противоречия в характере и биографии главного героя не получают необходимое объяснение. Джессика Кьянг (Variety) увидела в фильме намеренный уход от проблемных вещей.
Обозреватель «Форбс» Тамара Ходова отметила в своей рецензии, что фильм «выглядит очень нарядно — музыкальный, романтический и ностальгический, как „Лето“, и расчетливо хаотичный, сумбурный, захламленный, как „Петровы в гриппе“». По мнению Ходовой, Серебренников здесь в очередной раз «заглушает недостаток идей художественным хаосом», при этом фильм не рассказывает ничего нового зрителям, знакомым с биографией Лимонова, и не помогает западной публике, на которую рассчитан, лучше понять Россию. Рецензент «Лента.ru» констатирует, что авторов фильма бурная личная жизнь Лимонова интересует больше, чем его занятия литературой и политикой. Уишоу, по словам критика, сыграл главного героя «с фирменной эффектной вертлявостью».